# Kocelovice
Kocelovice (německy Kostelowitz, v místním nářečí Kocelouce) jsou obec v okrese Strakonice v Jihočeském kraji. Leží asi šest kilometrů severozápadně od Blatné. Žije zde 158 obyvatel.
V blízkosti obce se nacházejí rybníky Kocelovický a Hubenov. Nedaleko obce se rozkládá přírodní rezervace Kocelovické pastviny, kde se nachází největší populace hořečku drsného v Česku. Sousedními obcemi sídla jsou Březí, Hajany, Lnáře, Tchořovice, Hornosín, Chlum, Bělčice a Předmíř.

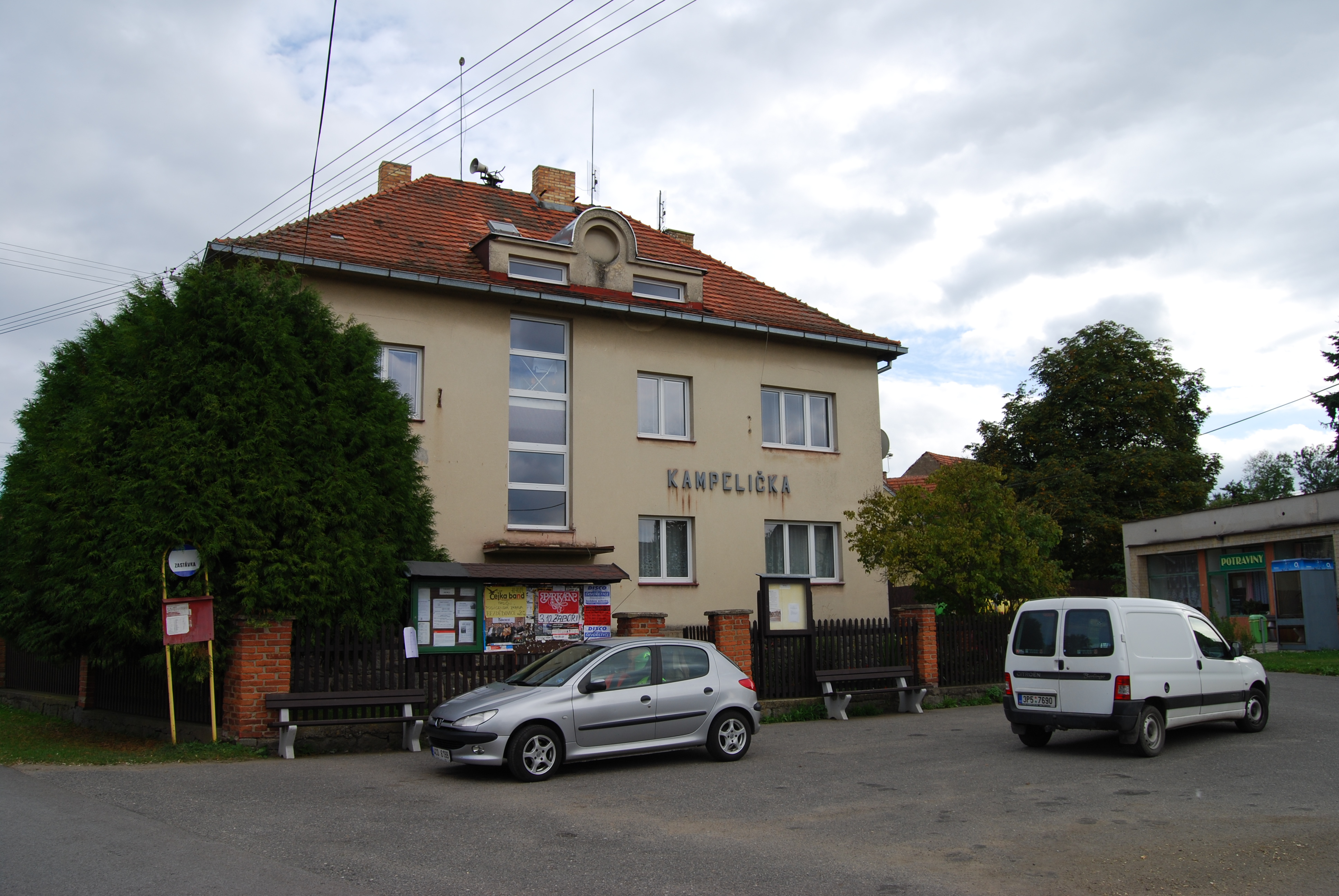
Obecní úřad

## Historie
První písemná zmínka o obci pochází z roku 1352. V roce 1921 zde stálo 82 domů a žilo zde 472 obyvatel.

## Obyvatelstvo
| Rok            | 1869 | 1880 | 1890 | 1900 | 1910 | 1921 | 1930 | 1950 | 1961 | 1970 | 1980 | 1991 | 2001 | 2011 | 2021 |
| -------------- | ---- | ---- | ---- | ---- | ---- | ---- | ---- | ---- | ---- | ---- | ---- | ---- | ---- | ---- | ---- |
| Počet obyvatel | 530  | 571  | 565  | 516  | 489  | 472  | 423  | 349  | 333  | 298  | 244  | 200  | 185  | 161  | 140  |
| Počet domů     | 63   | 76   | 77   | 79   | 80   | 82   | 82   | 88   | 81   | 81   | 73   | 89   | 91   | 93   | 94   |

## Obecní správa
Mezi lety 1869–1973 Kocelovice byly obcí v okrese Blatná (1869–1950) a později v okrese Strakonice. Od 1. ledna 1974 do 23. listopadu 1990 patřily jako část obce k Lnářím a od 24. listopadu 1990 jsou opět samostatnou obcí.

### Části obce
- Kocelovice (k. ú. Kocelovice)

K obci patří také Nový Dvůr.

### Obecní symboly
Znak a vlajka byly obci uděleny rozhodnutím předsedkyně Poslanecké sněmovny Parlamentu České republiky dne 24. února 2012.

## Doprava

### Dopravní síť
Obcí vede silnice II/174 Milín – Březnice – Bělčice – Lnáře – Kadov – Velký Bor. Do obce dále vedou silnice III. třídy. Železniční trať ani stanice či zastávka na území obce nejsou.

### Autobusová doprava 2024
Autobusovou dopravu v obci Kocelovice zajišťuje společnost ČSAD AUTOBUSY České Budějovice. V obci se nachází zastávka Kocelovice. Obec obsluhují autobusové linky 380762 a 380769. Linka 380762 vede z Blatné, Chlumu a Hajan a pokračuje dále do Tchořovic, Lnář, Předmíře, Mladého Smolivce a Radošic. Linka 380769 spojuje obec se Lnáři a Předmíří a na druhou stranu s Blatnou a Horažďovicemi, přičemž obsluhuje i další obce na trase.

## Pamětihodnosti
- Kostel svatého Bartoloměje
- Mohylník, archeologické naleziště na Zelené hoře